# سباستین دالستروم
سباستین دالستروم (فنلاندی: Sebastian Dahlström؛ زادهٔ ۵ نوامبر ۱۹۹۶) بازیکن فوتبال اهل فنلاند است.
از باشگاه‌هایی که در آن بازی کرده‌است می‌توان به باشگاه فوتبال هلسینکی اشاره کرد.
وی همچنین در تیم ملی فوتبال فنلاند بازی کرده‌است.